# Bujanovac
Bujanovac (Servisch: Бујановац) is een gemeente in het Servische district Pčinja.
Bujanovac telt 43.302 inwoners (2002). De oppervlakte bedraagt 461 km², de bevolkingsdichtheid is 93,9 inwoners per km².

## Plaatsen in de gemeente
| - Baraljevac - Biljača - Bogdanovac - Božinjevac - Borovac - Bratoselce - Breznica - Brnjare - Bujanovac - Buštranje - Veliki Trnovac - Vogance - Vrban - Gornje Novo Selo - Gramada | - Dobrosin - Donje Novo Selo - Drežnica - Đorđevac - Žbevac - Žuželjica - Zarbince - Jablanica - Jastrebac - Karadnik - Klenike - Klinovac - Končulj - Košarno - Krševica | - Kuštica - Levosoje - Letovica - Lopardince - Lukarce - Lučane - Ljiljance - Mali Trnovac - Muhovac - Negovac - Nesalce - Oslare - Pretina - Pribovce - Ravno Bučje | - Rakovac - Rusce - Samoljica - Sveta Petka - Sebrat - Sejace - Spančevac - Srpska Kuća - Starac - Suharno - Trejak - Turija - Uzovo - Čar |